# Árpád Göncz
Árpád Göncz (Budapest, 10 febbraio 1922 – Budapest, 6 ottobre 2015) è stato uno scrittore, traduttore e politico ungherese.
Ha ricoperto la carica di Presidente della Repubblica Ungherese dal 2 maggio 1990 al 4 agosto 2000.